# Соловей (песня Go A)
«Соловей» — песня украинской группы «Go A», с которой она должна была представлять Украину на 65-м песенном конкурсе «Евровидение» в Роттердаме.

## «Евровидение-2020»
В феврале 2020 года группа «Go_A» принял участие в украинском национальном отборе на «Евровидение-2020». 8 февраля с песней «Соловей» он выступил в первом полуфинале, в котором по результатам судейского и зрительского голосования занял второе место. А 22 февраля — в финале одержал победу, получив от судей и зрителей максимальное количество баллов. 25 февраля группа «Go_A» подписал соглашение с НСТУ, официально став представителем Украины на «Евровидении-2020».
4 марта «Go_A» выпустил обновленную версию песни, которая получила название «Solovey». С ней группа должна выступить 12 мая 2020 года во второй половине первого полуфинала, однако из-за пандемии коронавирусной болезни конкурс перенесли на следующий год.

## Список песен
| №  | Название  | Текст песни        | Музыка                             | Длительность |
| -- | --------- | ------------------ | ---------------------------------- | ------------ |
| 1. | «Соловей» | Екатерина Павленко | Тарас Шевченко, Екатерина Павленко | 2:57         |

| №  | Название                         | Текст песни | Музыка                   | Длительность |
| -- | -------------------------------- | ----------- | ------------------------ | ------------ |
| 1. | «Solovey»                        | Е. Павленко | Т. Шевченко, Е. Павленко | 2:57         |
| 2. | «Solovey» (Instrumental version) |             | Т. Шевченко, Е. Павленко | 2:57         |

## Чарты
| Чарты                       | Высшая позиция |
| --------------------------- | -------------- |
| Country Radio Hits (Tophit) | 16             |
| Radio Airplay (ФДР)         | 13             |

## История релиза
| Название                         | Дата           | Формат               | Лейбл             |
| -------------------------------- | -------------- | -------------------- | ----------------- |
| «Соловей»                        | 4 февраля 2020 | Цифровая дистрибуция | —                 |
| «Solovey»                        | 4 марта 2020   | Цифровая дистрибуция | RockSoulana Music |
| «Solovey» (Instrumental version) | 4 марта 2020   | Цифровая дистрибуция | RockSoulana Music |